# Klasa (kolej)

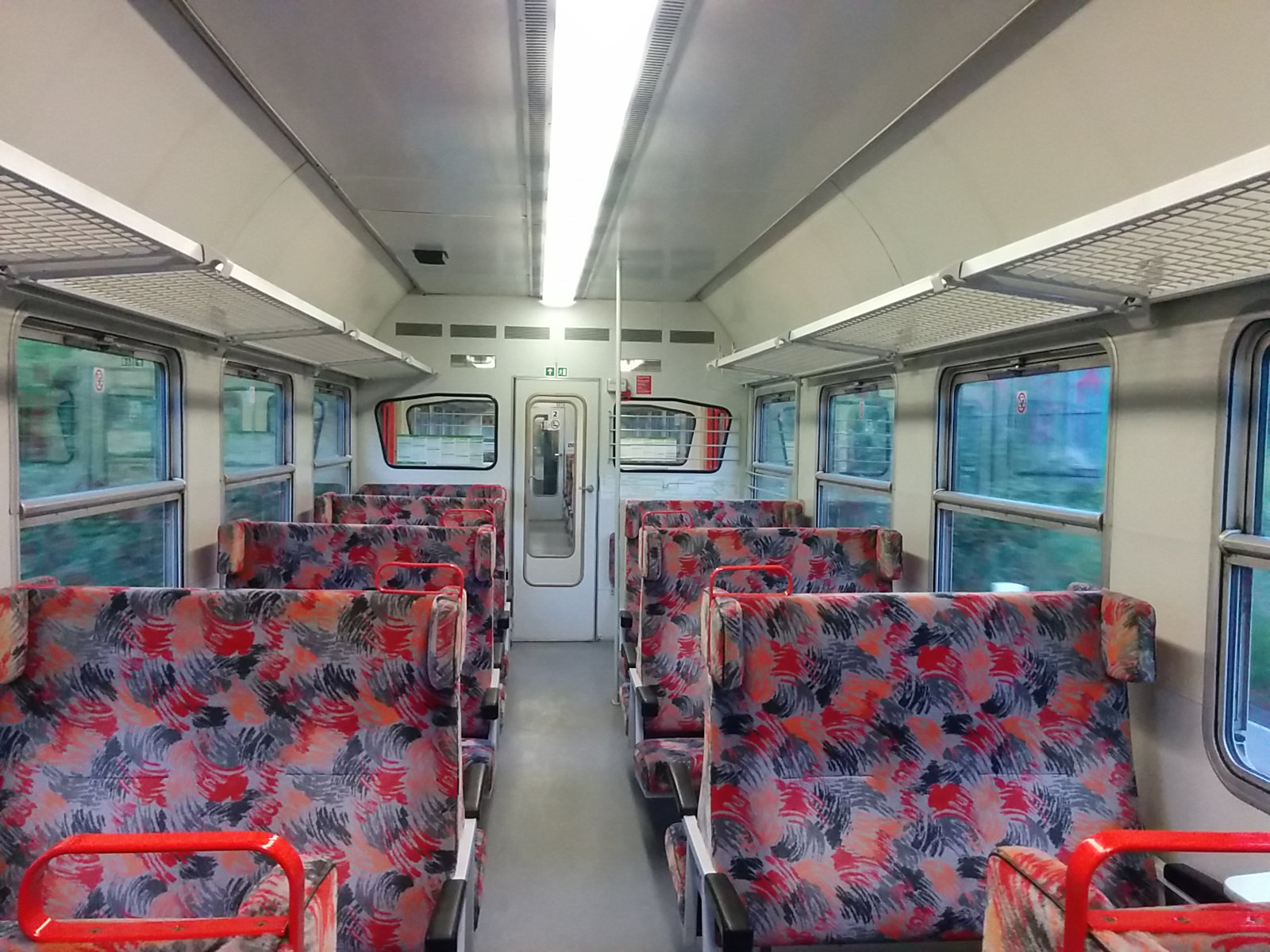
Przedziały drugiej klasy w pociągu regionalnym.

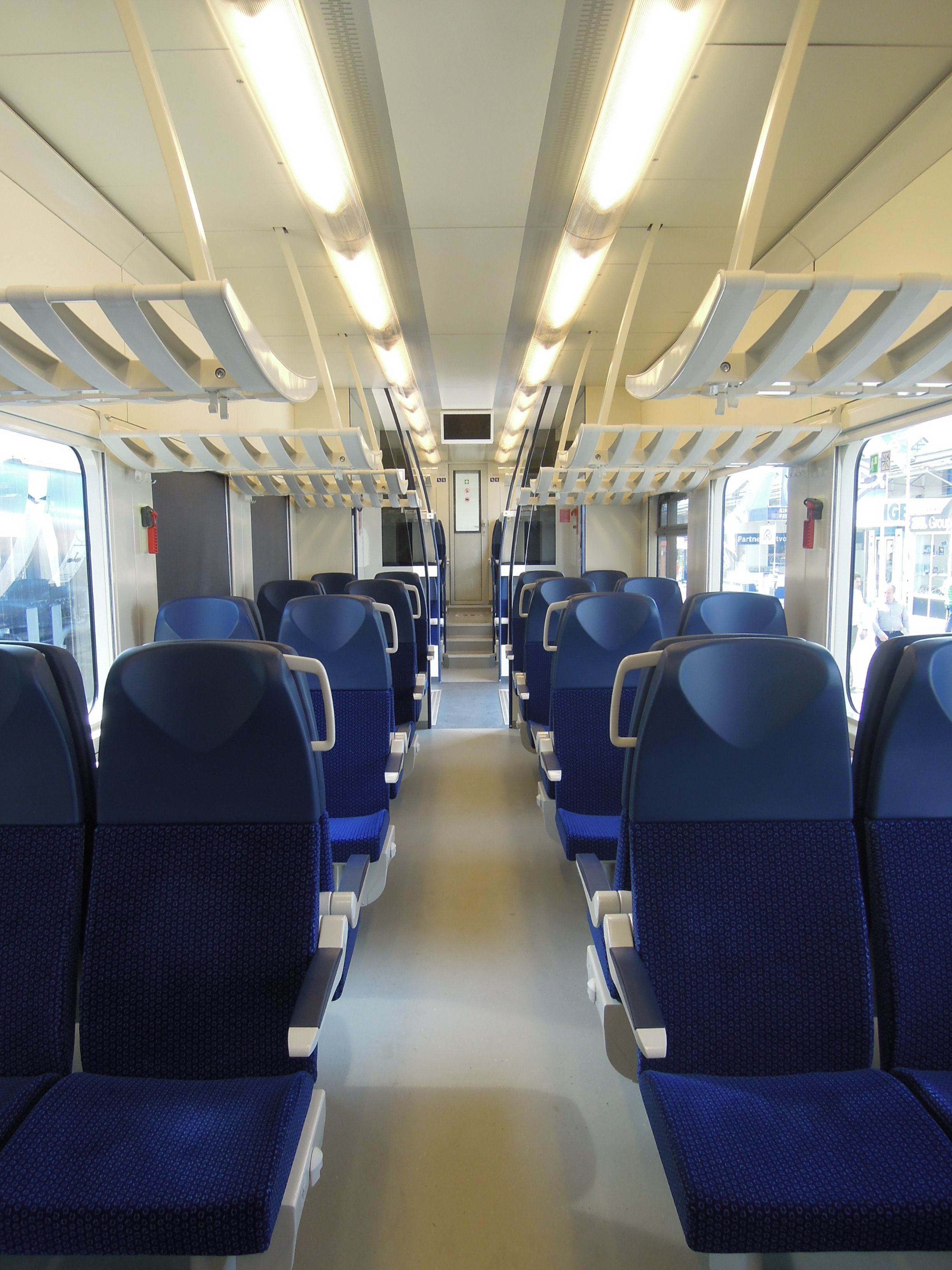
Przedziały drugiej klasy w nowym zespole trakcyjnym

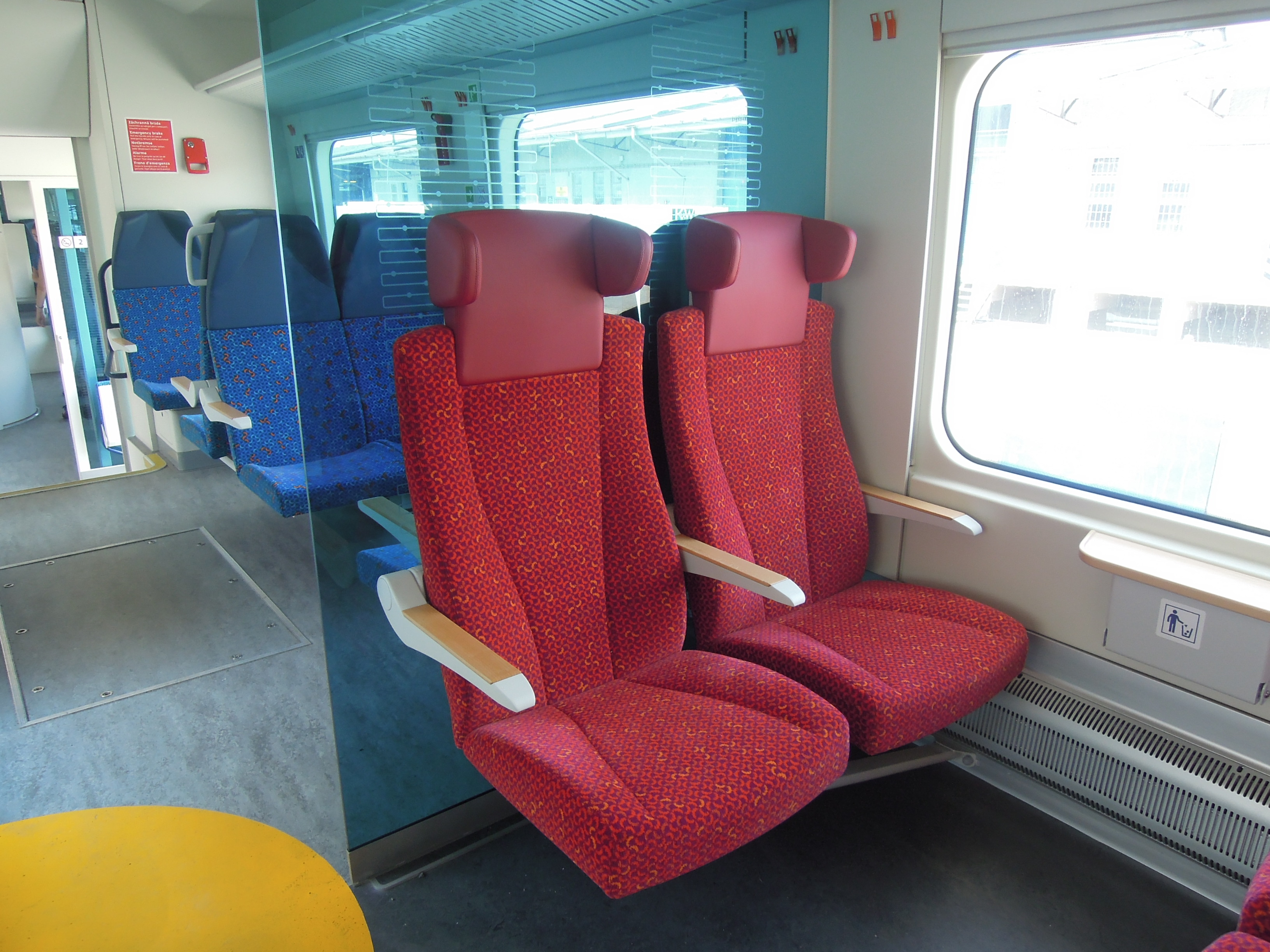
Siedzenia pierwszej klasy w Linku kolei czeskich

Klasa – stosowany przez zarządy kolejowe podział wagonów pasażerskich ze względu na wygodę podróży, standard wyposażenia i usługi dodatkowe. Podróż klasą oferującą lepsze warunki wiąże się z wyższą ceną. Współczesną tendencją jest dążenie do zmniejszania różnic w komforcie podróży pomiędzy klasami – w takiej sytuacji ekwiwalentem wyższej ceny jest mniejsza zajętość miejsc i usługi dodatkowe (posiłki serwowane w cenie biletu, możliwość skorzystania ze specjalnej poczekalni etc.).
Zazwyczaj klasy oznaczane są cyframi, przy czym im niższa cyfra klasy, tym wyższy standard/więcej dodatkowych usług.

## Ceny biletów
Bilety poszczególnych klas mają różną cenę – współcześnie na kolejach europejskich, gdzie przeważnie kursują dwie klasy, najczęściej jest stosowana zasada, że na danej trasie cena biletu 1. klasy to 150% ceny biletu 2. klasy.
Historycznie w Europie (kiedy kursowały wagony trzech, a nawet czterech klas) przyjmowano nieco inną relację cen – jeśli na danej trasie cena biletu 3. klasy wynosiła 100%, to bilet 2. klasy kosztował 150%, 1. klasy 200%, a 4. klasy 50% lub 75%.

## Przykłady podziału na klasy

### Anglia około 1835 r. (początek kolejnictwa)
1 klasa – kilkuosobowe pudła dyliżansów wyposażone w miękkie kanapy postawione po 3 na platformie kolejowej – pasażerowie schodkami wchodzili na platformę i wsiadali do "dyliżansu".
2 klasa – zamknięte pudła z drzwiami i oknami z zasłonami (później z szybami), pasażerowie siadali na półmiękkich siedzeniach wokół ściany pudła.
3 klasa – platforma zaopatrzona w otwierane barierki wokół i dach na słupkach, pasażerowie siadali na drewnianych ławach.
4 klasa – odkryta platforma zaopatrzona w otwierane barierki wokół, pasażerowie stali. Do 1850 r. 4 klasa została zlikwidowana i podział na klasy upodobnił się do systemu stosowanego w Europie.

### Europa od 2. połowy XIX w. do połowy XX wieku
1 klasa – miękkie siedzenia, sześć osób w przedziale.
2 klasa – twarde lub półmiękkie, profilowane siedzenia, osiem osób w przedziale.
3 klasa – twarde, proste siedzenia, brak przedziałów.
4 klasa – wagony typu bydlęcego z ławkami na około, pasażerowie siadali głównie na bagażach. 4 klasa nie występowała na niektórych kolejach.
Typowe pociągi składały się z wagonów klasy 2 i 3. Wagony 1 klasy kursowały tylko w pociągach jeżdżących po najważniejszych trasach. Wagony klasy 4 kursowały tylko w pociągach lokalnych w niektóre dni (przeważnie w dni, kiedy w okolicznych miasteczkach odbywały się jarmarki – wagony klasy 4 umożliwiały rolnikom dowiezienie na nie sprzedawanych produktów szybciej niż wozami konnymi).
Po I wojnie światowej 4 klasa zanikła, natomiast 3 klasa zaczęła zanikać tuż przed II wojną światową i ostatecznie znikła do lat 60. (na PKP 3 klasa została zlikwidowana w 1956 r.).

### Europa od połowy XX w. do dzisiaj (także PKP)
1 klasa:
- w wagonach przedziałowych z miejscami do siedzenia:
  - 6 miejsc w przedziale,
  - specjalne przedziały z 4 miejscami do siedzenia dostępne na niektórych kolejach w pociągach wyższych kategorii (np. na PKP są to tzw. przedziały menedżerskie).
- w wagonach bezprzedziałowych z miejscami do siedzenia po 3 miejsca w rzędzie,
- w wagonach sypialnych:
  - przedziały typu LUX (1- i 2-osobowe przedziały z dodatkową własną toaletą i prysznicem),
  - przedziały 1-osobowe zwykłe (jedno łóżko i umywalka),
  - przedziały 2-osobowe zwykłe (dwa łóżka i umywalka) na niektórych kolejach – na PKP takie przedziały są zaliczane do klasy 2.

2 klasa:
- w wagonach przedziałowych z miejscami do siedzenia:
  - 4 miejsca w przedziale (dotyczy pociągów najwyższej kategorii, np. Express InterCity Premium)[1]
  - 6 miejsc w przedziale (dotyczy pociągów wyższych kategorii, jak np. InterCity, EuroCity, Express InterCity i nowo budowanych),
  - 8 miejsc w przedziale. (dotyczy pociągów niższych kategorii, np. TLK i starszego taboru)
- w wagonach bezprzedziałowych z miejscami do siedzenia:
  - 3 miejsca w rzędzie (dotyczy pociągów wyższych kategorii, jak np. InterCity i EuroCity oraz wagonów z fotelami wypoczynkowymi tzw. Sleeperette),
  - 4 miejsca w rzędzie,
- w wagonach sypialnych:
  - przedziały 2-osobowe zwykłe (dwa łóżka i umywalka) na niektórych kolejach (np. PKP),
  - przedziały 3-osobowe zwykłe (trzy łóżka i umywalka),
  - przedziały 4-osobowe zwykłe (cztery łóżka i umywalka) – przedziały takie są spotykane w wagonach kursujących z Rosji lub Ukrainy.
- w kuszetach sześć (rzadko 4 – wyższa dopłata) miejsc do leżenia – do lat 1990 kuszety z 4 miejscami często były zaliczane do klasy 1.

3 klasa (i wyjątkowo 4) jest spotykana tylko w pociągach retro.
Powyższy podział nie jest stosowany powszechnie w niektórych krajach byłego ZSRR (np. Rosja, Ukraina, Białoruś), ale nawet tam są wprowadzane jego elementy.
Pewne odmienności w niektórych krajach:
- Wielka Brytania i Irlandia – przyjęte jest nieco inne nazewnictwo klas: pierwsza i standardowa (stanowiąca odpowiednik klasy 2) (ang. first class and standard class);
- Norwegia:
  - historycznie stosowano inne nazewnictwo klas – klasa ekonomiczna (odpowiednik 2) i standardowa (odpowiednik 1);
  - obecnie nie ma podziału na klasy, ale każdy podróżny może uiścić dopłatę do komfortu dającą prawo do korzystania z dodatkowych usług (podróżni kupujący za granicą bilety wieloprzejazdowe zaliczane do 1 klasy są traktowani podczas każdej podróży jako tacy, którzy uiścili tę dopłatę).
- Hiszpania w części pociągów występują klasy: turystyczna (2.), preferencyjna (1.) i czasami biznesowa (1. z dodatkowymi usługami).
- Litwa – podział na klasy jest tutaj skomplikowany, ponieważ koleje litewskie wymieniają tabor z postradzieckiego (podział na klasy omówiony dalej) na europejski (z typowym podziałem na klasy), a ponadto przez Litwę jeżdżą pociągi tranzytowe z Rosji i Białorusi. Występują klasy:
  - 1 klasa – przedziały dwuosobowe z miejscami leżącymi (L 1 Kl. – najwyższa dopłata), przedziały czteroosobowe z miejscami leżącymi (K 1 Kl. – niższa dopłata), przedziały sześcioosobowe z miejscami siedzącymi (M 1 Kl. – bez dopłaty);
  - 2 klasa – przedziały ośmioosobowe z miejscami siedzącymi (S 2 Kl.) i wagony bezprzedziałowe z miejscami leżącymi typu „płackarta” (O 2 Kl.);
  - 3 klasa – wagony bezprzedziałowe z miejscami siedzącymi (S 3 Kl.).

Podział na dwie klasy wprowadzono w Polsce 1 czerwca 1956 roku, kiedy to zlikwidowano ówczesną klasę 1 (wagonów tego rodzaju było bardzo niewiele). Pozostałym dwóm klasom zmieniono oznaczenie – dawna klasa druga stała się pierwszą, zaś trzecia – drugą.

### Niektóre kraje byłego ZSRR (np. współczesny pociągKolei Transsyberyjskiej)
1 klasa (luksus) – zamknięte przedziały z umywalką, po dwa łóżka w każdym.
2 klasa (kupe / CB) – zamknięte przedziały, po cztery łóżka w każdym.
3 klasa (plackarta) – boksy bez drzwi po 6 łóżek (4 "kupiejnyje" i 2 boczne) i 6 osób, z miejscówkami
4 klasa (obszczij) – boksy bez drzwi 6-8 osób, generalnie wagony jak klasa 3, ale bez miejscówek.
Podział ten jest przyjęty przede wszystkim w Rosji, na Ukrainie i Białorusi. Jednakże w tych krajach wraz z wprowadzaniem taboru typowego dla reszty Europy wprowadzany jest tamtejszy podział na klasy (dotyczy to głównie wagonów z miejscami do siedzenia oraz przedziałów sypialnych z własną toaletą i prysznicem).
Podział powyższy spotkamy też w wagonach Kazachstanu, Kirgistanu, Uzbekistanu, które jadą z lub do Moskwy.
Klasa Plackarta nie opuszcza raczej terytorium byłego ZSRR, stąd np. pociąg relacji: Moskwa – Pekin, Ułan-Bator, to wagony typu: Kupe/CB, lub LUX.
W Rosji jest też przyjęty zwyczaj, że na trasy powyżej 1000 km Każdy wagon musi być sypialny czyli nie jadą wagony klasy obszczij, choć zdarzają się wyjątki.

### Współczesne pociągi wChinach
Podział na klasy jest odrębny w pociągach dużych prędkości oraz zwykłych.
Klasy w pociągach dużych prędkości (wszystkie klasy posiadają klimatyzację):
Second Class — wagony bezprzedziałowe z fotelami w układzie 3+2.
First Class — wagony bezprzedziałowe z fotelami w układzie 2+2.
Superior Class — wagony bezprzedziałowe z fotelami w układzie 2+1.
Business Class — wagony bezprzedziałowe z fotelami w układzie 2+1. Fotele można wysuwać do przodu, aby przekształcić je w leżankę.
Soft Sleeper — klasa ta występuje w 2 aranżacjach miejsc (Old Soft Sleeper i New Soft Sleeper, aranżacja zależy od konkretnego pociagu a ceny biletów są identyczne dla obu). Old Soft Sleeper to zamykane przedziały z 4 leżankami (po 2 na ścianie). New Soft Sleeper to leżanki równoległe do ścian wagonu rozmieszczone po 2 po każdej stronie przejścia oraz wyposażone w zasłony.
Deluxe Soft Sleeper — zamykane przedziały z 2 leżankami na 1 ścianie (na drugiej jest umieszczona kanapa do siedzenia).
Klasy w pociągach zwykłych:
Hard Seat — wagony bezprzedziałowe bez klimatyzacji z fotelami w układzie 3+2.
Soft Seat — klimatyzowane wagony bezprzedziałowe z fotelami w układzie 2+2.
Hard Sleeper — wagony z otwartymi boksami po 6 leżanek (po 3 na ścianie).
Soft Sleeper — wagony z zamykanymi przedziałami z 4 leżankami (po 2 na ścianie).
Deluxe Soft Sleeper — zamykane przedziały z 2 leżankami na 1 ścianie (na drugiej jest umieszczona kanapa do siedzenia).

### Współczesne pociągi wIndiach
Na kolejach indyjskich istnieje 8 klas:
Unreserved General Class (UR) — wagony bezprzedziałowe z twardymi (czasem wyściełanymi) ławami, wagony nie są klimatyzowane, rezerwacja miejsca nie jest wymagana (w przeciwieństwie do pozostałych klas).
Second Seating inaczej Second Class (2S) — wagony bezprzedziałowe z wyściełanymi ławami (czasami np. w pociągach Jan Shatabdi z indywidualnymi fotelami) z miejscami siedzącymi w układzie 3+3, wagony nie są klimatyzowane.
Sleeper Class (SL) — wagony z otwartymi boksami po 6 leżanek (po 3 na ścianie) oraz leżankami równoległymi do ściany wagonu (po drugiej stronie korytarza) po 2 leżanki jedna nad drugą naprzeciw boksu, wagony nie są klimatyzowane.
Three Tier Air Conditioned Class (3A) — układ miejsc jak w klasie SL, ale wagony są klimatyzowane i pasażerowie otrzymują pościel oraz ręczniki.
Two Tier Air Conditioned Class (2AC) — wagony z otwartymi boksami po 4 leżanki (po 2 na ścianie) oraz leżankami równoległymi do ściany wagonu (po drugiej stronie korytarza) po 2 leżanki jedna nad drugą naprzeciw boksu, zarówno boksy, jak i leżanki równoległe do ściany wagonu mają zasłony, wagony są klimatyzowane, pasażerowie otrzymują pościel oraz ręczniki.
First Class Air Conditioned (1AC) — klimatyzowane wagony z zamykanymi przedziałami z leżankami (szerszymi niż w poprzednich klasach), pasażerowanie otrzymują pościel, ręczniki itd. W przedziałach mogą być albo 4 leżanki (po 2 na ścianie) albo 2 (na jednej ścianie) — podróżny nie może wybrać rodzaju przedziału (tylko personel w kasach ma taką możliwość, ale musi stosować się do regulacji przewoźnika — w przedziałach z 2 leżankami lokowane są pary, a w tych z 4 rodziny oraz indywidualni podróżni).
Air Conditioned Chair Car (CC) — klimatyzowane wagony bezprzedziałowe z fotelami w układzie 3+2, pasażerowie otrzymują posiłek.
Executive Air Conditioned Chair Car (1A) — klimatyzowane wagony bezprzedziałowe z fotelami w układzie 2+2, pasażerowie otrzymują posiłek (lepszy niż w klasie CC). Klasa ta występuje w bardzo nielicznych pociągach.

## Przeklasowanie
Przeklasowanie – formalna stała lub czasowa zmiana klasy wagonu (przedziału) bez dokonywania jego przebudowy a połączona tylko ze stałą lub czasową zmianą oznaczeń klasy wagonu (czasami bez tego). Przeklasowanie może oznaczać zarówno spotykane częściej obniżenie klasy („zdeklasowanie”), jak i rzadsze jej podwyższenie.

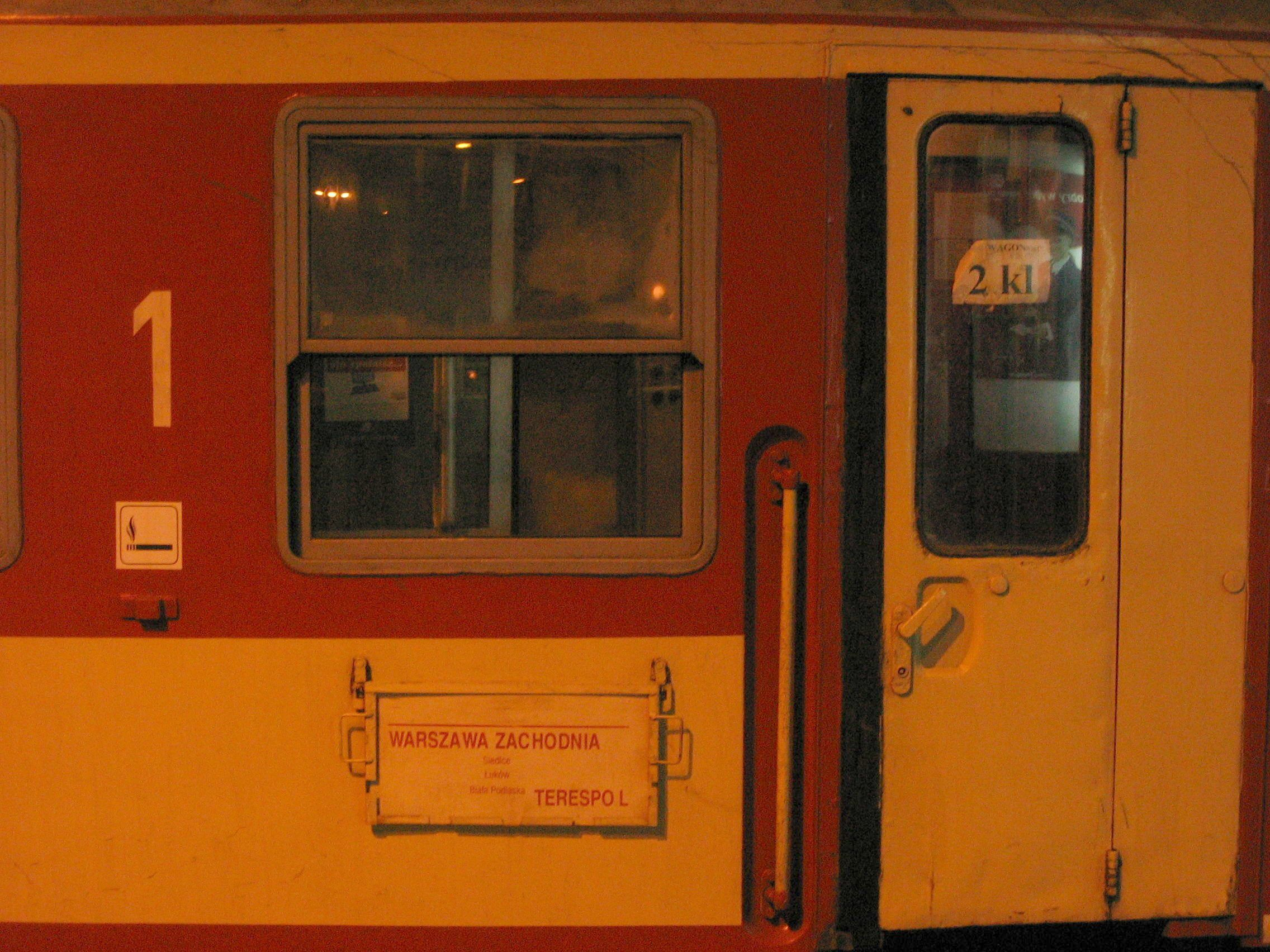
wagon klasy 1 tymczasowo zdeklasowany na klasę 2

Przeklasowanie może wiązać się z poniższymi sytuacjami:
- formalną zmianą nazewnictwa klas;
- postępowaniem z taborem pod koniec okresu eksploatacji;
- szybkim dostosowaniem posiadanego taboru do potrzeb;
- dostosowaniem taboru w danym pociągu do zapisów rozkładu jazdy.

W sytuacji, kiedy dany zarząd kolejowy zmienia podział na klasy lub ich nazewnictwo, przeważnie musi także w już eksploatowanym taborze dokonać przeklasowania. Przykładem może być zmiana klas wagonów po likwidacji na PKP 3. klasy w 1956 r. Wtedy wszystkim wagonom 3. klasy zmieniono oznaczenia na 2. klasę, a wagonom 2. klasy na 1. W nielicznych wagonach 1. klasy nie zmieniono oznaczeń, ale stopniowo dokonywano ich przebudowy, aby standard tych wagonów ujednolicić z pozostałymi wagonami 1. klasy (dawnej 2. klasy).
Pod koniec okresu długotrwałej eksploatacji taboru może się okazać, że standard tego taboru odbiega dalece od standardu nowszego taboru zaliczanego do tej samej klasy. W sytuacji, kiedy przebudowa jest nieopłacalna (tabor ma zostać niedługo wycofany), można dokonać przeklasowania tego taboru do klasy niższej. Przykładem może być postępowanie na PKP w latach 1980. ze starymi wagonami 1. klasy kursującymi na liniach lokalnych, które przeklasowywano wtedy (na kilka lat przed ich wycofaniem) do klasy 2.
W sytuacji, jeżeli zapotrzebowanie podróżnych na przewozy nie odpowiada strukturze posiadanego taboru, można dokonać jego przeklasowania. Przykładem mogło być postępowanie PKP od około 2004 r. Ponieważ wtedy zapotrzebowanie na przejazdy w 1. klasie gwałtownie spadło, to część wagonów 1. klasy przeklasowano na 2. klasę za pomocą ich przemalowania (z czerwono-kremowego malowania 1. klasy przemalowano je na zielono-kremowe 2. klasy ze zmianą oznaczeń klas) pozostawiając ich wystrój bez zmian. Wagony takie otrzymały oznaczenia zaczynające się od „Az” („A” oznacza wagon pierwszej klasy, „z” natomiast jego przeklasowanie do 2. klasy). Podobnie postępowały Przewozy Regionalne ze swoim taborem. Obecnie, ponieważ na niektórych liniach rośnie zapotrzebowanie na przejazdy w 1. klasie, coraz częściej tak przeklasowane wagony są tymczasowo przeklasowywane z powrotem do 1. klasy. Ponadto można każdy wagon przeklasować tymczasowo do innej klasy (zazwyczaj spotykane jest zdeklasowanie do 2. klasy). Tymczasowe przeklasowanie oznacza się poprzez zaklejenie cyfry klasy na ścianach i wewnątrz wagonu arkuszem z cyfrą nowej klasy , ewentualnie umieszczeniem odpowiedniej informacji w szybach drzwi zewnętrznych. Spotykane jest także oznaczanie przeklasowanego wagonu napisem odpowiedniej treści umieszczonym w miejscu tablicy kierunkowej. Możliwe jest (na przykład w sytuacji bardzo dużego przepełnienia wagonów jednej klasy – zwykle 2. – przy małej liczbie zajętych miejsc w innej klasie) doraźne przeklasowanie wagonu przez kierownika pociągu – w takiej sytuacji przy obniżaniu klasy wagonu podróżni jadący w zdeklasowanym wagonie, a posiadający bilet klasy 1., otrzymują zwrot różnicy cen pomiędzy klasą 1. a 2.
W sytuacji, kiedy zgodnie z rozkładem pociąg zapewnia wyłącznie klasę 2., a podstawiony tabor zawiera wagony lub przedziały klasy 1., to są one automatycznie (często bez zmiany oznaczeń) przeklasowywane do klasy 2. (dotyczyło to np. dawnych pociągów InterRegio Przewozów Regionalnych, które zgodnie z rozkładami jazdy zawsze zapewniają podróż tylko w klasie 2., a które mogą być prowadzone np. elektrycznymi zespołami trakcyjnymi ED72 dysponującymi przedziałami klasy 1. – w tej sytuacji podróżni posiadający bilet na 2. klasę są uprawnieni do zajmowania miejsc także w tych przedziałach).